# Nianopstand
De Nianopstand was een spontane opstand van een deel, de armsten, van de bevolking van Noord-China tegen het Qingregime, die duurde van 1851 tot 1868. Tot 1856 was er geen algemeen leider. Het waren losse groepen, bandieten of nians, die revolteerden wegens de armoede die er heerste in het land. Rond 1856 vormden zich vijf groepen, elk met een andere kleur van banier. De man die het meest invloed had, was Zhang Lexing. De symbolen, die de rebellen gebruikten waren geïnspireerd door de Witte Lotus-beweging.

## Achtergrond
In 1851 en 1855 trad de Gele Rivier buiten haar oevers met desastreuze gevolgen, waar het Qingregime geen gedegen antwoord kon op geven. Daarenboven brak in Zuid-China de Taipingopstand uit.

## Verloop
Vanaf 1851 vielen de opstandelingen de graanschuren aan en stalen ze het geld van het regime. Na verloop van tijd organiseerden ze zich, kwamen ze in bezit van vuurwapens en hadden zelf een cavalerie. Op de omvang van de opstanden had het regime geen antwoord. Het tij keerde met de komst van de Mongolengeneraal Sengge Rinchen in 1856,  die in 1863 Zhang Lexing wist uit te schakelen. Op zijn beurt sneuvelde Sengge Rinchen in de slag bij Goulawjai in 1865; hij werd opgevolgd door Zeng Guofan. De opstandelingen splitsten zich in een westelijk en een oostelijk leger; het gebrek aan eenheid betekende uiteindelijk het einde van de Nianopstand.

## Gevolgen
De milieurampen van 1851 en 1855 verwoestten de rijkste gebieden van China en liet de Chinese economie in een zeer precaire toestand achter. De Nianopstand en de Taipingopstand eisten het verlies van tientallen miljoenen mensenlevens. De financiële en militaire steun die het regime kreeg van de Europese mogendheden, zorgde voor een enorme schuldenlast, die uiteindelijk tot de ondergang van het Qing-tijdperk zouden leiden.